# Der Dämon und die Jungfrau
Der Dämon und die Jungfrau (Originaltitel: La frusta e il corpo) ist ein italienisch-französischer Horrorfilm aus dem Jahre 1963. Unter der Regie von Mario Bava spielen Christopher Lee, Daliah Lavi und Tony Kendall die Hauptrollen.

## Handlung
Zu längst vergangener Zeit in einem Herrenhaus, irgendwo an einer osteuropäischen Küste. Das Liebespaar Nevenka und Christiano plant, demnächst zu heiraten. Als eines Tages Christianos älterer Bruder Kurt Menliff in beider Elternhaus, einem prächtigen Landgut, zurückkehrt, um angeblich lediglich der Eheschließung des kleinen Bruders beizuwohnen, bringt dies reichlich Unruhe mit sich. Der alte, kränkelnde Graf Menliff ist von Kurts Heimkehr alles andere als begeistert, denn Kurts Auszug geschah damals nicht ganz freiwillig. Er hatte eine Liebschaft mit Carla begonnen, der Tochter von Haushälterin Giorgia. Irgendetwas lief in beider Beziehung schief, jedenfalls brachte sich Carla, als die Affäre publik wurde, wenig später um. Vermutlich hatte sie die Vorstellung nicht verkraftet, dass Kurt trotz seiner Liebschaft mit ihr beabsichtigte, Nevenka zu heiraten. Jedenfalls schloss infolgedessen der alte Graf seinen Ältesten vom Erbe aus. Der große Nutznießer dieser Veränderungen wurde Christiano. Graf Menliff setzte ihn nicht nur als Haupterben von Haus und Hof ein, nein, Christiano übernahm auch gleich Kurts Braut Nevenka, die sich wegen dessen Affäre mit Carla von diesem lossagte. Um die Familienehre zu retten, wurde Christiano dazu „verdammt“, sich mit der hübschen Nevenka zu verloben. Dies wiederum war erwartungsgemäß Gift nicht nur für Christianos Beziehung zu Kurt aber auch für die zu seiner damaligen Freundin Katia, seiner Cousine.
Nevenka und Christiano sind nicht gerade glücklich miteinander, und die Wiederkehr Kurts, der in Wahrheit mit seiner Anwesenheit nur seinen Erbanspruch erneuern und ganz nebenbei auch Nevenka zurückerobern will, reißt bei der jungen Ehefrau alte Wunden wieder auf. Beider Verhältnis war durchaus sadomasochistischer Art. Während die masochistische Nevenka sich unterwürfig gab, schwang Kurt, von Haus aus Sadist, gern einmal die Peitsche auf Nevenkas Rücken. Bei einer Begegnung am Strand gerät das verhinderte Paar wieder in alte Fahrwasser und stellt ihr altes Beziehungsverhältnis wieder her. Nevenka erkennt, was sie in der Beziehung mit ihrem Ehemann schmerzlich vermisst. Als sie nicht mehr ins Schloss zurückkehrt, macht man sich Sorgen. Der Diener Losat findet sie bewusstlos. Als am nächsten Tag Kurt tot aufgefunden wird, stellen sich allerlei Fragen. Er wurde mit eben jenem Dolch erstochen, mit dem sich einst auch Carla das Leben genommen hatte. Ein Motiv für Kurts erzwungenes Ableben haben fast alle: Die Ex-Braut ebenso wie ihr Gatte, Kurts Bruder, der alte Vater ebenso wie die Mutter der toten Carla. Doch die Dinge verändern sich dramatisch, denn offensichtlich scheint Kurts diabolischer Geist in dem schlossartigen Anwesen umherzugehen und an allen blutige Rache nehmen zu wollen. Besonders Nevenka hört und sieht seltsame Dinge …

## Produktionsnotizen
Der Dämon und die Jungfrau wurde in sechs Wochen Drehzeit in Anzio und Castel Sant’Angelo hergestellt und am 29. August 1963 in Italien uraufgeführt. Dabei weist der Originalvorspann durchweg englisch klingende Phantasienamen auf. In Deutschland lief der Streifen am 9. Juni 1967 an. Die deutsche Fernseherstausstrahlung erfolgte am 30. November 1987 auf RTL plus.

## Kritiken
Filmtipps.at befand: „Wer nur der oberflächigen Gruselerzählung eines vermeintlich von den Toten Auferstandenen folgt und sich vielleicht über mangelnde Spannung beschwert, übersieht die Komplexität des Beziehungsgeflechtes im Schloss, die weit über einen gewöhnlichen Gothic-Horror reicht. Daliah Lavi und Christopher Lee zeigen in Bavas Meisterwerk wahre, verzehrende Leidenschaft, die doch unerfüllt bleibt. Alles andere ist nur der Rahmen.“

„Primitiver Gruselfilm mit ungesundem Klima und einigen sadistischen Szenen.“

„Auch, wenn die Handlung keine Originalitätspreise gewinnen wird: Der Dämon und die Jungfrau spielt geschickt mit Emotionen und Filmtechniken. Originelle Perspektiven, Unschärfe, Schattenwürfe und Farben setzt Regisseur Mario Bava dergestalt ein, dass sie die düstere Grundstimmung des Plots eindrucksvoll an den Zuschauer kommunizieren.“